# Hedychium longicornutum
Hedychium longicornutum är en enhjärtbladig växtart som beskrevs av William Griffiths och John Gilbert Baker. Hedychium longicornutum ingår i släktet Hedychium och familjen Zingiberaceae. Inga underarter finns listade i Catalogue of Life.